# 아토포덴타투스
아토포덴타투스는 멸종한 해양 파충류의 한 종류이며, 원시적인 기룡류였을 가능성이 크다. 중국 윈난성 루오핑 군의 트라이아스기 중기(펠소니안 부절, 아니시안 절) 지층에서 발견되었다. 아토포덴타투스 우니쿠스(Atopodentatus unicus) 한 종이 알려져 있다. 2억 4700만 년 전에서 2억 4200만 년 전에 살았던 것으로 생각된다.
중국 윈난성의 다오지 마을 가까이에서 거의 완벽한 골격과 두개골의 왼쪽 측면이 발견되었다.

## 어원
이 파충류의 속명인 아토포덴타투스(Atopodentatus)는 "정체를 알 수 없는, 괴상한, 말도 안 되는, 기괴한, 불편한"이라는 의미의 고대 그리스어인 아토포스(atopos;άτοπος)와 "이빨을 가진"이라는 의미의 라틴어인 덴타투스(dentatus)를 결합한 것으로 발견된 표본의 이빨의 특이한 형태와 배열을 가리키는 이름이다. 종명인 "우니쿠스(unicus)"는 독특한 형태를 더욱 강조한 것이다.

## 형태
아토포덴타투스의 몸길이는 3m 정도 된다. 화석이 발견된 지층과 아토포덴타투스의 긴 몸, 짧은 목, 튼튼한 다리와 골반을 보면 이 동물은 아마 반수생 생활을 했을 것이다.
첫 번째 화석 표본이 보고되었을 때, 표본에 보존되어 있던 두개골이 상당히 찌그러져 있었다. 이 표본에서 볼 수 있는 윗턱 부분은 마치 "작은 이빨을 가지고 웃는 지퍼" 형태로 보존되어 있었다. 그러나 2016년 5월 새로 발견된 화석 표본에 의하면, 아토포덴타투스의 머리는 지퍼처럼 생긴 모양이 아니었고, 주둥이의 양옆이 좌우로 넓게 벌어진, 마치 "망치"를 연상시키는 형태라는 사실이 밝혀졌다. 작은 크기의 이빨은 넓게 펴진 주둥이를 따라 일렬로 배열되어 있다.

## 생태
아토포덴타투스는 해양 파충류 중 몇 안되는 초식 동물이며, 훼두목에 속하는 안킬로스페노돈(Ankylosphenodon) 다음으로 제일 오래된 초식성 해양 파충류인 것으로 보인다. 좌우로 넓게 벌어진 입으로 바닷속의 식물을 걸러 먹고 살았을 것으로 보인다. 아토포덴타투스의 해부학적 특징이 자세히 밝혀짐에 따라, 아토포덴타투스처럼 이빨이 작고 주둥이가 넓적한 판치목 파충류인 헤노두스(Henodus) 또한 초식 동물일 가능성이 제기되고 있다.
저자들은 골격의 모양으로 보건대 아토포덴타투스는 땅 위나 조간대와 모래사장을 걸어다닐 수 있었을 것이라고 추측한다.